# 見分森公園
見分森公園（みやけもりこうえん）は、岩手県奥州市水沢見分森にある公園。

## 概要
水沢の西に位置し、胆沢扇状地における唯一の緩やかな丘陵地である地形を利用してアスレチックコースや自然散策路を整備した自然公園である。
東森・中森・西森の三つからなり、松の密林に覆われている。
古墳・窯跡や竪穴建物跡があるので、古代には集落があったものとみられる。
奥州藤原氏時代には四八鐘といい、平泉を中心として四八ヵ所の要地に鐘をつるし、軍令を本州北端の外ヶ浜から南は陸奥白河まで順次に送ったといわれるが（平泉名勝志）、見分森に続く東端の道伯森はその一ヵ所であったという。
1797年（寛政9年）に起きた仙台藩領の百姓一揆の際の、百姓結集の地であり、小さな碑が立っている。また、上伊沢郡と下伊沢郡の境界に位置する森であったため、農民による入会地紛争の際に和解して宴を催したとされる碑も立っている。

## 見分森の由来
海抜113メートルの高さで掃部長者伝説に出てくる松浦佐用姫が故郷を見分けた森と伝えられているが、実際は室町中期にこの森を支配した豪族・三宅氏が山麓に住んでいたことから生じたものとの説がある。

## 公園内の主な施設
- 展望台（展望台から眺める夜景がふるさと名所50景に選ばれている）
- 鹿鳴荘（休憩・研修で利用可能：要予約）
- 西の森古墳（平安時代初期）
- 須恵器窯跡（19世紀）